# Australoricus oculatus
Australoricus oculatus là một loài của ngành Loricifera, trong họ Nanaloricidae. Nó là loài duy nhất được mô tả trong chi Australoricus. Nó được phát hiện trong các hang động biển ngoài khơi New South Wales ở Úc.